# 色雷斯西亚军区
色雷斯西亚军区（希臘語：Θρᾳκήσιον θέμα, Thrakēsion thema），更应该说是色雷斯人的军区（希臘語：θέμα Θρᾳκησίων, thema Thrakēsiōn，常简称）位于现土耳其小亚细亚地区的西部，在7世纪中期到8世纪之间作为色雷斯野战军的军营而成立,也正以此命名。色雷斯西亚成为帝国中后期最大最重要的军区之一，也是存在时间最长的军区，一直陪伴帝国直到14世纪初期被突厥艾登王朝的军阀（贝伊）征服。

## 历史
与其他初设的军区一样，军区的确切设立时间早已成为谜团，而这个军区最早在711年被证实存在，当时查士丁尼二世曾派遣一位叫做克里斯托弗的“色雷斯西亚副将军”去黑海北边的赫尔松平叛，而所谓的军区将军要最晚到741年才能被证实存在，因此可以推断出，最早的色雷斯西亚实为安纳托利亚下辖的副军区而存在。直到695年，或者是下个世纪的初期才被正式升格成为军区，然而711年时期是否转正还仍待更多史料。现代学者，例如拉尔夫约翰尼斯·尼尔和约翰·哈尔顿，认为或许有一支在687年建立的色雷斯野战军（即"色雷斯人的军队"），而军区正为了这支野战军而命名，而且也正因此使得色雷斯西亚的名字得以存在于初始的四大军区（奥普希金军区，安纳托利亚军区、色雷斯西亚军区、亚美尼亚军区）之中。
7世纪中期穆斯林大举入侵东罗马帝国，帝国永久失去了富庶的黎凡特和埃及，军队也因此回撤小亚细亚。希拉克略王朝的皇帝们为了安置从黎凡特地区撤回来的野战军残部而开始全面设立军区，色雷斯西亚军区说不定就是来自于那个也许存在过的，由色雷斯管区军务长官率领的那支野战军（因为安纳托利亚和亚美尼亚军区也是有着类似起源）。当然还存有推断认为色雷斯野战军这支单位在这更早之前，例如4或5世纪的晚期就已存在。来自于中央辅助兵团的“青年骑士狄奥多西亚奇军团”和“胜利者军团”在之后的10世纪时期转化变成了色雷斯西亚军区下属的两个副军区的名字。在这个军区的命名结构下面可以看得出罗马帝国晚期一些最古老的著名军队单位。当然这个说法源自于君士坦丁七世的著作《拜占庭军论》。吕底亚的阿利亚忒的记载中可以得知色雷斯西亚这个名字来自于6世纪早期移居至此的色雷斯人。
已知最早的色雷斯西亚军区的将军是西西尼奥斯，在君士坦丁五世对抗篡位者阿尔塔巴斯托斯的时候站在皇帝这边，然而却在之后被君士坦丁怀疑而被剜眼。之后君士坦丁为了他的破坏圣像的政策而任命了一些忠于他的官员，这其中最为著名的便是一位狂热的破坏圣像派教徒米海尔·拉哈诺德拉孔，这位将军在其任上大肆针对圣像崇拜者的迫害（尤其针对教士群体），一直到772年。历史学家沃伦·崔德戈德的观点中，这位将军在这段时间一直在“在军区辖区下根除圣像崇拜者”。其他有名的，例如“突厥人”巴尔达内斯，尼基弗鲁斯一世在位期间的色雷斯西亚军区将军，在803年起兵造反反叛他的顶头上司；当然还有君士坦丁·孔多米忒，于841年在拉特罗斯山（今土耳其贝斯帕尔马克山）的战斗中击败了当时占领了克里特埃米爾國的阿拉伯人，并以此军功与皇家联姻；米海尔三世的叔叔佩特洛那斯是阿莫里王朝的名将；“亚美尼亚人”辛巴提奥斯则和奥普希金将军乔治·佩伽尼斯谋划起兵推翻先帝米海尔三世的心腹及其继任者“马其顿人”瓦西里一世。
在10世纪阿拉伯人的劫掠威胁逐渐衰退，色雷斯西亚的士兵逐渐被征用于向外扩张而非驻守军区内拖住敌军。比如911、949和960年，拜占庭三次征召色雷斯西亚的士兵用于征服盘踞在克里特岛的克里特埃米尔国势力。同时期的色雷斯西亚也逐渐退化成为一片安宁的穷乡僻壤，于是在1029年，罗曼努斯三世和佐伊女皇统治时期，帝国任命当时最得力的干将君士坦丁·第欧根尼到色雷斯西亚做将军，然而这只是个明褒实贬的举动，当时君士坦丁被怀疑参与了谋反夺位的阴谋，而皇帝的任命是一种削弱君士坦丁派系和打压本人的行为。
军区在曼齐刻尔特战役后被占领过一段时间，但绝大多数土地在第一次十字军东征时在十字军的帮助下由约安尼斯·杜卡斯收复，科穆宁王朝的约安尼斯二世重新在此处设立了色雷斯西亚军区，但是规模被缩减，由在帕夫拉戈尼亚的驻防长官掌管。军区南部的旧地变成了新设立的米拉萨和梅兰诺迪翁军区，在第四次十字军后拜占庭的残余尼西亚帝国再次重建军区，而这次重建后的军区囊括了士麦那督军区和爱琴海沿岸阿尼亚地区，皮尔吉翁的绰拉地区和卡斯特罗斯（今土耳其小门德雷斯）河谷的卡洛伊地区，同时在这段时间这个军区还下属一个叫做迈安德的军区。瓦西里·科里索马利斯是1204年后的第一位已知的色雷斯西亚长官，1233-1260年之间的长官们也有史料可证。
色雷斯西亚军区也是拜占庭在小亚细亚最后未被突厥人所占领的领土的一部分，也是作为抵抗外敌劫掠的最后的堡垒，但在14世纪起，拜占庭就只能控制士麦那一带了，直到1330年，艾登王朝的军阀彻底征服了士麦那，色雷斯西亚军区彻底沦陷。

## 地理
色雷斯西亚军区囊括了过去的爱奥尼亚（古罗马时期称为亚细亚行省），吕底亚、卡里亚的北半边和部分的弗里吉亚地区。军区的西岸毗邻爱琴海，海岸线从以弗所延伸至阿德拉米狄翁；北部邻接奥普希金军区，接壤的分界线伴着凯科斯河谷（土耳其语为博克柴河）一直延伸。军区的东部则是安纳托利亚军区（在科洛赛和劳迪基亚的东部），南部则是基比拉奥特军区。军区内大约有20个城市，士麦那和以弗所（当时被称为狄奥洛戈斯）是当地的核心城市，但是这些城市相比于阿拉伯人入侵前规模已大不如前。波斯地理学家伊本·胡尔达兹比赫在他的著作“道里邦国志”中提到军区的首府设在以弗所，但这说法有待商榷，因为也有可能设在弗里吉亚的科洛赛。
色雷斯西亚将军在军区长官中当属头筹，年俸40磅黄金。根据阿拉伯学者屈达玛·伊本·雅法尔在他于928年所写的《地税之书》中的说法，色雷斯西亚将军领兵6000，而依照大其一辈的伊本·阿尔法齐赫的说法则有10000之多。在949年的时候，色雷斯西亚将军的直属下属有狄奥多西亚、维克多雷、海岸地区三位地区级副将军和一个师长（希臘語：μεράρχης，类似于副将军但是并没有下辖地区），而海岸地区相对特殊，因为这片地区也归萨摩斯海军军区所掌管，萨摩斯的将军则在此处招募海军，制造船只。

### 脚注
1. 1 2 3 4 5 6  Kazhdan 1991，第2080頁.
2. 1 2 3 4  Nesbitt & Oikonomides 1996，第4頁.
3. 1 2  Lambakis 2003，Chapter 2.1.
4. ↑  Pertusi 1952，第124–125頁
5. ↑  Haldon 1997，第212–214頁.
6. ↑  Haldon 1999，第73頁.
7. ↑  Pertusi 1952，第124頁.
8. ↑  Treadgold 1995，第97–100頁.
9. ↑  Haldon 1999，第112頁.
10. ↑  Pertusi 1952，第60頁; Lambakis 2003，Chapter 1.
11. 1 2 3  Lambakis 2003，Chapter 3.
12. ↑  Treadgold 1997，第364–365頁.
13. ↑  Treadgold 1988，第325, 355, 454頁.
14. ↑  Treadgold 1997，第450–451頁.
15. ↑  Lambakis 2003，Chapter 4.
16. ↑  Lambakis 2003，Chapter 5.
17. ↑  Haldon 1999，第97頁.
18. ↑  Angold 1975，第246–8頁
19. ↑  Pertusi 1952，第125頁; Lambakis 2003，Chapter 2.2.
20. ↑  Pertusi 1952，第126頁.
21. ↑  Treadgold 1995，第99頁.

## 延伸阅读
- Ahrweiler, Hélène. . . Paris, France: Centre de recherche d'histoire et civilisation de Byzance. 1965: 1–204 （法语）.